# Mare Dibaba
Mare Dibaba (* 20. Oktober 1989 in Shewa) ist eine äthiopische Langstreckenläuferin.

## Werdegang
2008 wurde sie Achte beim Delhi-Halbmarathon und gewann den Silvesterlauf Peuerbach.
2009 nahm sie die aserbaidschanische Staatsangehörigkeit an. Unter dem neuen Namen Mare İbrahimova war ein Start bei den Junioreneuropameisterschaften geplant; im Vorfeld stellte sich jedoch heraus, dass sie nicht wie gemeldet 1991, sondern 1989 geboren wurde, womit ihre Startberechtigung hinfällig war. Beim Delhi-Halbmarathon wurde sie in diesem Jahr Sechste.
Anfang 2010 wurde der Nationalitätenwechsel revidiert, und die Athletin nahm wieder ihren alten Namen an. Beim RAK-Halbmarathon stellte sie als Zweite mit 1:07:13 h einen äthiopischen Rekord auf, und beim Rom-Marathon wurde sie bei ihrem Debüt über die 42,195-km-Distanz Dritte in 2:25:38 h. Im Herbst folgte ein fünfter Platz beim Frankfurt-Marathon.
2011 wurde sie jeweils Dritte beim RAK-Halbmarathon und beim Los-Angeles-Marathon und siegte beim Yangzhou-Jianzhen-Halbmarathon. Beim Halbmarathon der Panafrikanischen Spielen in Maputo gewann sie Gold. Beim Toronto Waterfront Marathon wurde sie Zweite, beim Delhi-Halbmarathon Sechste.
Zu Beginn der Saison 2012 wurde sie in persönlicher Bestzeit von 2:19:52 h Dritte beim Dubai-Marathon. Sie stand auch im Aufgebot der äthiopischen Mannschaft für die Olympischen Sommerspiele 2012. In London legte Dibaba die olympische Marathonstrecke in 2:28,48 h zurück. Damit rangierte sie an 23. Stelle des Endklassements. 2014 wurde sie Dritte beim Boston-Marathon 2014 und Zweite beim Chicago-Marathon 2014.
2015 stellte sie in Xiamen ihre persönliche Bestzeit von 2:19:52 h ein. Beim Boston-Marathon 2015 erreichte sie den zweiten Platz. Am 30. August 2015 gewann sie den Marathon der Weltmeisterschaften in Peking in 2:27:35 h.
Im folgenden Jahr gewann sie bei den Olympischen Sommerspielen 2016 in Rio de Janeiro die Bronzemedaille.
Die seit 2009 von Haji Adoli trainierte 1,51 Meter große Dibaba brachte im Jahr 2012 ein Wettkampfgewicht von 38 kg auf die Waage.

## Bestzeiten
- 5000 m: 15:42,83 min, 30. Mai 2009, Baku
- Halbmarathon: 1:07:13 h, 19. Februar 2010, Ra’s al-Chaima
- Marathon: 2:19:52 h, 27. Januar 2012, Dubai